# 1710 în literatură
Anul 1710 în literatură a implicat o serie de evenimente și cărți noi semnificative.  